# Província de Vibo Valentia
La Provincia de Vibo Valentia és una província que forma part de la regió de Calàbria a Itàlia. La seva capital és Vibo Valentia.
Limita a l'oest, amb el mar Tirrè, al nord-est amb la província de Catanzaro i sud-est amb la ciutat metropolitana de Reggio de Calàbria.
Té una àrea de 1.861,12 km², i una població total de 397.524 hab. (2016). Hi ha 50 municipis a la província.

## Enllaços externs

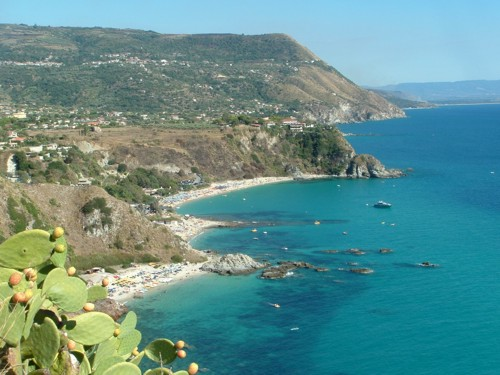
Capo Vaticano, Ricadi.

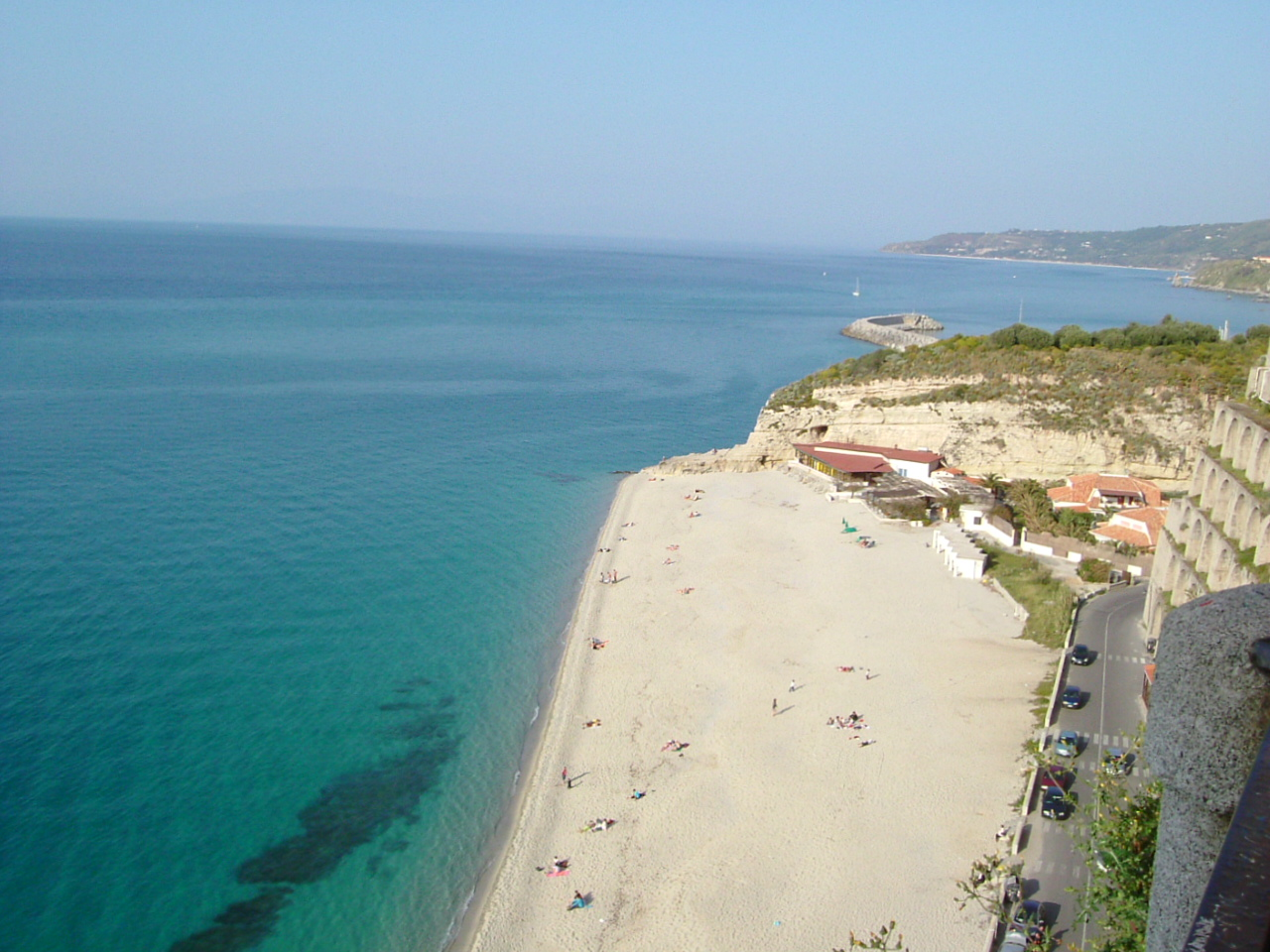
Tropea